# Bob Moore (spiritist)
 For alternative betydninger, se Bob Moore. (Se også artikler, som begynder med Bob Moore)
Bob Moore (egentlig Robert Samuel Moore, født 1928 i det nordlige Irland, død 6. januar 2008 i Ringkøbing) var en dansk underviser i spiritualitet.
Han er opvokset i et kvækersamfund og påbegyndte uddannelsen til præst, men fuldførte den ikke. Efterfølgende uddannede sig til elektroingeniør, og fik en ledende stilling i et ingeniørfirma.
Med interesse for psykisk energi, fik han en uddannelse på Arthur Findlay College Of Psychic Science i Stansted Hall, England. Herefter begyndte han at undervise i emnet rundt omkring i England.
I 1974 flyttede han til Danmark, hvor han oprettede et kursussted for healing, meditation og personlig udvikling først ved Kolding og senere i Ringkøbing. Omkring halvdelen af kursisterne var danske, mens resten kom fra udlandet.
Blandt andet var han i sit arbejde inspireret af Jiddu Krishnamurti, taoismens energiforståelse, den gamle ægyptiske kultur, samt den tibetanske buddhismes disciplin.

## Ekstern henvisning
- Bob Moore healing (engelsk)